# Sofia Karlberg
Sofia Amanda Karlberg , född 6 december 1996, är en svensk sångare och låtskrivare. Hon har nått framgång genom att lägga upp covers på Youtube.  Tätt efter Zara Larsson och Tove Lo är hon Sveriges tredje största kvinnliga artist på Youtube, med 2,1 miljoner följare.
Karlberg uppger att hon är inspirerad av musiker som Amy Winehouse, Christina Aguilera och Gerard Way. År 2016 skrev hon på ett kontrakt med Universal Music, och har sedan dess släppt flertal singlar och en EP. 2021 lämnade Karlberg Universal Music för att bli independent.
Karlberg blev viral med sin cover av Beyoncés låt ”Crazy in Love” och toppade många internationella listor. Hon har också gjort covers på bland annat Hoziers ”Take Me To Church” och Post Malones ”Rockstar”.
Karlbergs far är svensk och modern marockanska.